# Едуард Мюллер (футболіст)
Едуард «Еді» Мюллер (нім. Eduard Müller, 1907 або 1908 — ?) — швейцарський футболіст, що грав на позиції півзахисника. Виступав, зокрема, за клуб «Янг Фелловз». По завершенні ігрової кар'єри — тренер. Володар Кубка Швейцарії.

## Футбольна кар'єра
Виступав у складі клубу «Янг Фелловз Цюрих», щонайменше, починаючи з сезону 1928/29. Грав за клуб у найкращому сезоні в його історії 1935-36. «Янг Фелловз» став другим у чемпіонаті, а також виграв Кубок Швейцарії. У півфіналі клуб з Цюриха переміг «Янг Бойз» з рахунком 4:1, а у фіналі обіграв «Серветт» — 2:0.
Влітку 1936 року брав участь в Кубку Мітропи. Швейцарські клуби вперше отримали запрошення виступити в турнірі, розпочинали свій шлях в кваліфікаційному раунді і всі четверо представників не змогли пройти далі. «Янг Фелловз» зустрічався з угорським клубом «Фебуш» і без шансів двічі програв 0:3 і 2:6.
В сезоні 1936-37 став бронзовим призером чемпіонату Швейцарії. Влітку 1937 року «Янг Фелловз» знову брав участь у Кубку Мітропи. Команда одразу ж вилетіла в 1/8 фіналу, але змогла нав'язати боротьбу більш статусній «Вієнні» з Австрії. У віденському матчі «Янг Фелловз» вів у рахунку, але все-таки програв 1:2. В матчі-відповіді швейцарці здобули перемогу 1:0 завдяки голу Лайоша Палі. Переможця дуелі мав визначити додатковий матч. Австрійці не наполягали на нейтральному полі і погодились провести цей поєдинок у Цюриху через два дні після попереднього. Більш досвідченні гості з Відня перемогли з рахунком 2:0 і пройшли далі.
Виступав у складі «Янг Фелловз» до завершення чемпіонату 1939-40. З наступного сезону став тренером клубу «Цуг» з однойменного міста, де періодично виходив на поле. Також тренував команду «Ред Стар» (Цюрих) у 1946—1947 роках.

## Статистика виступів

### Статистика виступів у Кубку Мітропи
| №                      | Розіграш               | Стадія                 | Дата та місце проведення | Команда 1              | Рахунок | Команда 2    | Голи |
| ---------------------- | ---------------------- | ---------------------- | ------------------------ | ---------------------- | ------- | ------------ | ---- |
| 1                      | 1936                   | кв. раунд              | 07.06.1936 Цюрих         | Янг Фелловз            | 0:3     | Фебуш        |      |
| 2                      | 1936                   | кв. раунд              | 14.06.1936 Будапешт      | Фебуш                  | 6:2     | Янг Фелловз  |      |
| 3                      | 1937                   | 1/8                    | 13.06.1937 Відень        | Ферст Вієнна           | 2:1     | Янг Фелловз  |      |
| 4                      | 1937                   | 1/8                    | 27.06.1937 Цюрих         | Янг Фелловз            | 1:0     | Ферст Вієнна |      |
| 5                      | 1937                   | 1/8 дод.               | 29.06.1937 Цюрих         | Янг Фелловз            | 0:2     | Ферст Вієнна |      |
| Всього в Кубку Мітропи | Всього в Кубку Мітропи | Всього в Кубку Мітропи | Всього в Кубку Мітропи   | Всього в Кубку Мітропи | 5       |              | 0    |

### Статистика виступів в чемпіонаті
Виступи у вищому дивізіоні чемпіонату Швейцарії, починаючи з сезону 1933/34.
| Сезон   | Клуб        | Ліга                | Матчі | Голи |
| ------- | ----------- | ------------------- | ----- | ---- |
| 1933/34 | Янг Фелловз | Чемпіонат Швейцарії | 27    | 1    |
| 1934/35 | Янг Фелловз | Чемпіонат Швейцарії | 25    | 0    |
| 1935/36 | Янг Фелловз | Чемпіонат Швейцарії | 26    | 0    |
| 1936/37 | Янг Фелловз | Чемпіонат Швейцарії | 21    | 1    |
| 1937/38 | Янг Фелловз | Чемпіонат Швейцарії | 20    | 0    |
| 1938/39 | Янг Фелловз | Чемпіонат Швейцарії | 20    | 1    |
| 1939/40 | Янг Фелловз | Чемпіонат Швейцарії | 16    | 1    |
|         |             | РАЗОМ               | 155   | 4    |

## Титули і досягнення
- Срібний призер чемпіонату Швейцарії (1):

«Янг Фелловз»: 1935–1936
- Бронзовий призер чемпіонату Швейцарії (1):

«Янг Фелловз»: 1936–1937
- Володар Кубка Швейцарії (1):

«Янг Фелловз»: 1935–1936